# Gammalkils församling
Gammalkils församling var en församling i Linköpings stift inom Svenska kyrkan i Linköpings kommun i Östergötlands län. Församlingen uppgick 2010 i Nykil-Gammalkils församling.
Församlingskyrka var Gammalkils kyrka.
Folkmängd i församlingen 2006 var 710 invånare.

## Administrativ historik
Ur församlingen utbröts under medeltiden Nykils församling. År 1736 utbröts delar ur församlingen till den då bildade Ulrika församling.
Församlingen utgjorde till 1962 ett eget pastorat för att därefter vara annexförsamling i pastoratet Nykil, Gammalkil och Ulrika.  Församlingen uppgick 2010 i Nykil-Gammalkils församling.
Församlingskod var 058013.

## Kyrkoherdar
Lista över kyrkoherdar i Gammalkils församling.
| Ämbetstid | Namn                       | Levnadstid | Kommentarer                                                   |
| --------- | -------------------------- | ---------- | ------------------------------------------------------------- |
| 1345      | Halstanus                  |            | Curatus.                                                      |
| 1368      | Sune                       |            | Curatus.                                                      |
| 1405      | Hallsten                   |            | Curatus.                                                      |
|           | Petrus Olavi               | –1438      | Curatus.                                                      |
| 1501–1521 | Olavus                     | –1521      | Curatus.                                                      |
| 1521–1526 | Laurentius                 | –1526      | Curatus.                                                      |
| 1527–1535 | Petrus                     | –1535      | Curatus.                                                      |
| 1535–1538 | Nicolaus                   | –1538      | Curatus.                                                      |
| 1538–1558 | Ericus                     | –1558      |                                                               |
| 1558      | Per Haakonsson             |            |                                                               |
| 1575–1600 | Haqvinus Canuti            | –1600      | Kyrkoherde och kontraktsprost.                                |
| 1601–1621 | Christmannus Kylander      | 1569–1621  |                                                               |
| 1623–1633 | Magnus Juniperinus         | 1579–1633  |                                                               |
| 1634–1669 | Sveno Tollstadius          | 1594–1669  |                                                               |
| 1669–1696 | Petrus Kihlman             | 1629–1696  |                                                               |
| 1697–1715 | Laurentius Krönstrand      | 1656–1715  |                                                               |
| 1717–1752 | Nils Retzius               | 1670–1752  | Kyrkoherde och kontraktsprost.                                |
| 1755–1791 | Peter Ekwall               | 1714–1791  | Kyrkoherde och kontraktsprost.                                |
| 1792–1828 | Christopher Retzius Ekwall | 1759–1828  | Kyrkoherde och kontraktsprost.                                |
| 1829–1855 | Anders Unell               | 1785–1855  |                                                               |
| 1855–1872 | Ambrosius Ludvig Lindal    | 1787–1872  |                                                               |
| 1872–1873 | Adolf Johansson            | 1807–1873  |                                                               |
| 1874–1882 | Karl Filip Linde           | 1816–1882  | Kyrkoherde och kontraktsprost.                                |
| 1882–1919 | Anders Tollén              | 1840–1919  |                                                               |
| 1920–1931 | Johannes Ulander           | 1860–1936  | Komminister i Skänninge församling. Tillförordnad kyrkoherde. |
| 1931–1950 | Emil Nilsson Delumière     | 1887–1960  | [ 4 ]                                                         |

### Komministrar
Lista över komministrar i Gammalkils församling. Tjänsten vakantsattes 4 december 1908 och drogs in 1 maj 1920.
| Ämbetstid | Namn                          | Levnadstid | Kommentarer                                     |
| --------- | ----------------------------- | ---------- | ----------------------------------------------- |
| 1558      | Haqvinus Canuti               | –1600      | Senare kyrkoherde i församlingen.               |
| 1592–1601 | Christmannus Haqvini Kylander | 1569–1621  | Senare kyrkoherde i församlingen.               |
| 1630–1641 | Andreas Petri Normolander     | 1599–1665  | Senare kyrkoherde i Hovs församling.            |
| 1642–1675 | Olaus Nicolai Kylander        | –1675      |                                                 |
| 1675–1714 | Johannes Svenonis Kihlman     | 1646–1714  |                                                 |
| 1715–1724 | Nicolaus Litzberg (Kjerling)  | 1681–1724  |                                                 |
| 1724–1740 | Anders Dahlstedt              | 1692–1740  |                                                 |
| 1741–1754 | Jacob Retzius                 | 1709–1754  |                                                 |
| 1755–1779 | Pehr Hasselberg               | 1720–1800  | Senare kyrkoherde i Nykils församling.          |
| 1779–1781 | Carl Brunckman                | 1734–1781  |                                                 |
| 1782–1805 | Carl Gustaf Torndahl          | 1739–1805  |                                                 |
| 1806–1818 | Magnus Rydberger              | 1766–1840  | Senare kyrkoherde i Östra Tollstads församling. |
| 1818–1830 | Erik Lorentz Nathell          | 1775–1830  |                                                 |
| 1830–1859 | Johan Axel Petersson          | 1793–1859  |                                                 |
| 1861–1876 | Per Ulrik Broqvist            | 1814-1892  | Senare kyrkoherde i Västra Stenby församling.   |
| 1876–1908 | Isak Conrad Kinnander         | 1843–1908  |                                                 |

## Klockare och organister[5]
| Verksam   | Namn                   | Levnadstid | Övrigt                |
| --------- | ---------------------- | ---------- | --------------------- |
| –1772     | Nils Nilsson           | 1711–1772  | Klockare              |
| 1772–     | Petter Kilmark         | 1745–1799  | Klockare              |
| 1799–1835 | Nils Olsson Ohlin      | 1773–1835  | Klockare och organist |
| 1835–1879 | Nils Ohlin             | 1813–      | Klockare och organist |
| 1880–1899 | Emanuel Berggren       | 1834–1899  | Klockare och organist |
| 1900–1924 | Johan Evald Botvidsson | 1864–1950  | Klockare och organist |
| 1925–1969 | Torsten Johansson      | 1898       | Klockare och organist |